# Two Broke Girls
Two Broke Girls, ou Deux filles fauchées au Québec et en Suisse, est une série télévisée américaine en 138 épisodes de 22 minutes créée par Michael Patrick King et Whitney Cummings, et diffusée entre le 19 septembre 2011 et le 17 avril 2017 sur le réseau CBS et en simultané sur Citytv au Canada.
En France, la série a été diffusée du 30 septembre 2012 au 16 décembre 2017 sur la chaîne payante OCS. La série a aussi été rediffusée partiellement à partir du 13 mai 2013 sur MTV et est rediffusée en clair depuis le 1er janvier 2016 sur HD1 et depuis le 26 juin 2016 sur NT1. Elle est actuellement rediffusée sur Warner TV.
En Suisse, elle est diffusée à partir du 19 mai 2013 sur RTS Un et au Québec à partir du 28 août 2014 sur Vrak. Toutefois, elle reste encore inédite en Belgique.

## Synopsis
Max, une serveuse travailleuse qui n'a toujours connu que la misère et la pauvreté, se retrouve à aider Caroline, une nouvelle serveuse autrefois richissime mais ayant tout perdu à la suite des fraudes de son père. Max propose à Caroline d'être sa nouvelle colocataire. La série démarre à New York et raconte la vie de ces deux serveuses. Tout les sépare mais en travaillant ensemble dans un restaurant de Brooklyn, elles finiront par se lier d'amitié et décideront d'essayer de monter ensemble leur propre boutique de cupcakes. Pour cela, elles auront besoin de 250 000 dollars. À la fin de chaque épisode s'affiche la somme récoltée jusque-là.

## Fiche technique
- Titre original : Two Broke Girls
- Titre français : Two Broke Girls
- Titre suisse et québécois : Deux filles fauchées
- Création : Michael Patrick King et Whitney Cummings
- Réalisation : James Burrows
- Scénario : Michael Patrick King et Whitney Cummings
- Décors : Conny Boettger
- Costumes : Trayce Gigi Field (création) et Carol Quiroz
- Photographie : Gary Howard Baum
- Montage : Darryl Bates
- Production : Tim Kaiser
  - Production exécutive : Michael Patrick King
- Société de production : Warner Bros. Television Studios
- Société de distribution : CBS
- Pays d'origine :  États-Unis
- Langue originale : anglais
- Format : couleur - 35 mm - 1,78:1 - son Dolby numérique
- Genre : Comédie
- Nombre de saisons : 6
- Nombre d'épisodes : 138
- Durée : 22 minutes
- Dates de première diffusion :
  - États-Unis : 19 septembre 2011 (CBS)
  - France : 30 septembre 2012 (OCS)
  - Suisse : 19 mai 2013 (RTS Un)
  - Québec : 28 août 2014 (Vrak)

 Sauf indication contraire, les informations mentionnées dans cette section peuvent être confirmées par la base de données cinématographiques IMDb,  présente dans la section « Liens externes ».

## Distribution

### Personnages principaux
- Kat Dennings (VF : Anne Dolan) : Maxine "dit Max" George Black
- Beth Behrs (VF : Lydia Cherton) : Caroline Wesbox Channing
- Garrett Morris (VF : Hervé Furic) : Earl Washington
- Jonathan Kite (en) (VF : Loïc Houdré) : Vanko Oleg Golishevsky
- Matthew Moy (en) (VF : Vincent de Boüard) : Han Lee
- Jennifer Coolidge (VF : Carole Franck) : Sophie Kaczyński  (récurrente saison 1)

### Personnages récurrents
- Nick Zano (VF : Dimitri Rataud) : Johnny (saisons 1 et 2)
- Brooke Lyons (VF : Dominique Léandri) : Peach (saisons 1)
- Steven Weber (VF : Serge Faliu) : Martin Channing (saison 2)
- Marsha Thomason (VF : Laura Zichy) : Cashandra (saison 1)
- Ryan Hansen (VF : Emmanuel Lemire) : Andy (saison 2, invité saison 5)
- Federico Dordei (VF : Constantin Pappas) : Luis, le nouveau serveur (saison 3)
- Gilles Marini (VF : Bertrand Nadler) : Nicolas, chef français (saison 3)
- Mary Lynn Rajskub (VF : Agathe Chouchan) : Bebe (saison 3)
- Eric André (VF : Jean-Baptiste Anoumon) : Deke (saison 3)
- Patrick Cox (VF : Frédéric Norbert) : John (saisons 3 et 4)
- Sandra Bernhard (VF : Martine Irzenski) : Joedth (saison 4)
- Austin Falk : Nash (saison 4)
- Ed Quinn : Randy (saisons 5 et 6)
- Christopher Gorham : Bobby (saison 6)

### Invités
- Martha Stewart : elle-même
- Steven Weber : Martin Channing
- Cedric the Entertainer (VF : Daniel Njo Lobé) : Darius Washington (saison 2 épisode 5)
- Caroline Aaron : Wiga
- 2 Chainz : lui-même
- Andy Dick : J. Petto
- Missi Pyle : Charity Channing
- Piers Morgan : lui-même
- Kyle Gass : opérateur SFX
- Jeff Garlin : David
- Sheryl Lee Ralph : Genet
- Lindsay Lohan : Claire Guinness
- Kim Kardashian : elle-même
- Jesse Metcalfe : Sebastian
- Valerie Harper : Nola Anderz
- Caroline Rhea : Bonnie
- Martha Hunt : elle-même
- Lily Aldridge : elle-même
- Judith Roberts : Astrid
- Jackée Harry : Ruby
- George Hamilton : Bob
- John Michael Higgins : Elliot
- Noah Mills : Robbie
- Mercedes Ruehl : Olga
- Telma Hopkins : Pilar
- French Stewart : M. Bronsk
- RuPaul : lui-même
- Sandy Martin : Mme Pyle

Version française :
- Société de doublage : Mediadub International ; direction artistique : Christèle Wurmser ; adaptation des dialogues : Émile Pannetier, Lara Saarbach et Julien Notais.

Sources : RS Doublage et Doublage Séries Database.

## Personnages

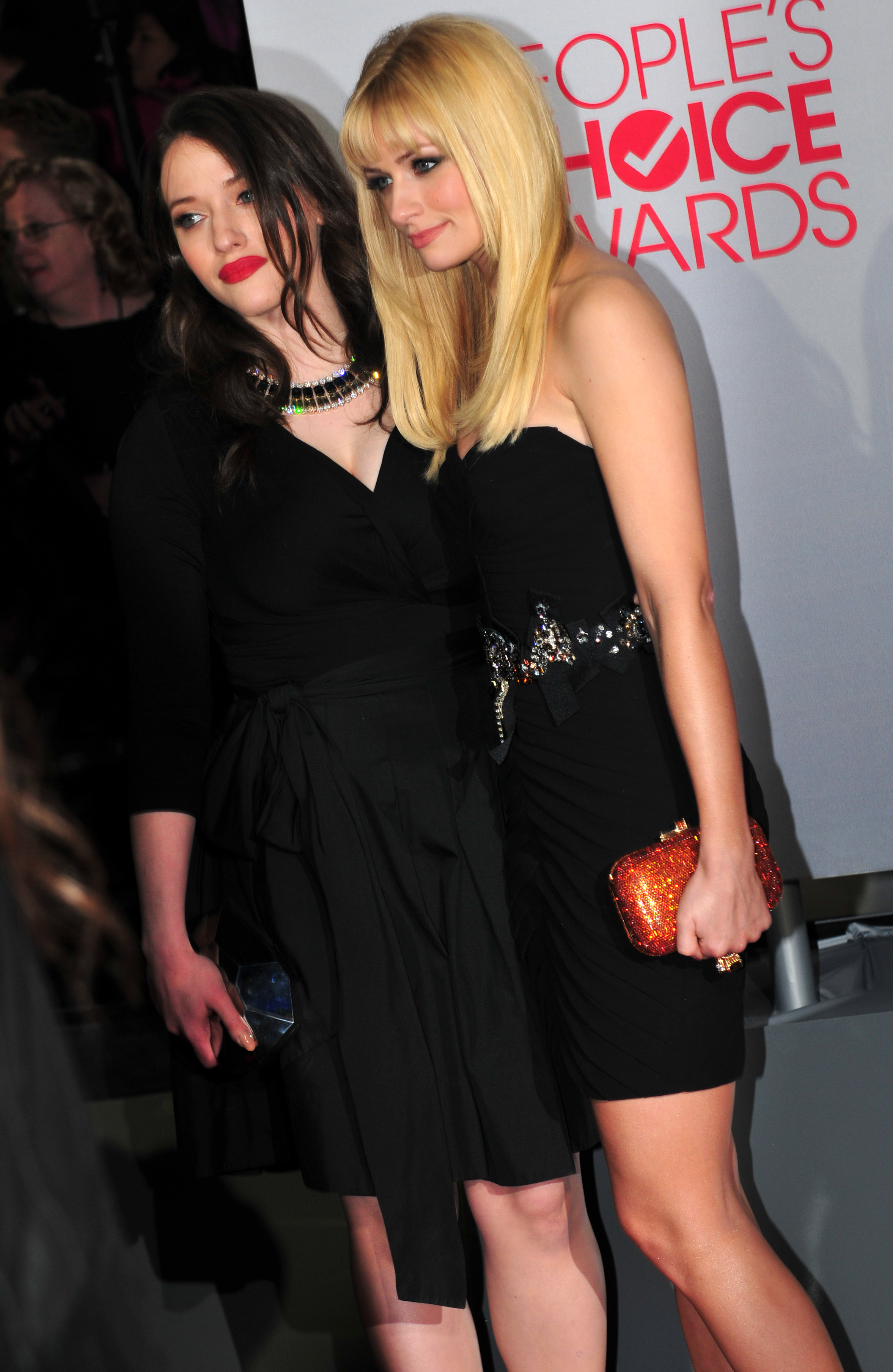
Kat Dennings et Beth Behrs, les deux actrices principales, aux People's Choice Awards, en janvier 2012.

- Max George Black (Kat Dennings) est serveuse au Williamsburg Diner. Issue de la classe ouvrière, elle a depuis toujours une vie difficile. Elle est souvent désabusée mais a toujours eu assez de malice et d'ironie pour s'en sortir dans la vie. Elle a vécu avec un père absent et une mère alcoolique et également trop souvent absente. Elle tente, aidée de Caroline et son optimisme, de réunir l'argent nécessaire à la création d'une boutique de cupcakes. Elle a un également un petit problème de confiance en elle.
- Caroline Wesbox Channing (Beth Behrs) est une nouvelle serveuse au Williamsburg Diner. Elle vient de la haute société mais vit chez Max après que son père a été arrêté pour avoir orchestré un système de Ponzi. Depuis, elle et Max sont amies. Elle s'enthousiasme toujours pour peu de choses et est assez maniérée.
- Earl Washington (Garrett Morris) est le caissier au Williamsburg Diner. C'est un ancien musicien de jazz. Max est très proche de lui, souvent affirmant qu'elle souhaite qu'il soit son père.
- Vanko Oleg Golishevsky (Jonathan Kite) est le cuisinier ukrainien du Williamsburg Diner. Il harcèle sexuellement Max et Caroline constamment avec des blagues déplacées, des insinuations et des propositions sexuelles. Plus tard, il développe une attirance pour Sophie, et a régulièrement des relations sexuelles avec elle. Ils se marient dans le dernier épisode de la saison 4.
- Han Lee (Matthew Moy) est le propriétaire du Williamsburg Diner. C'est un américano-coréen qui est constamment la cible des blagues impliquant sa taille, ses origines, ses manières efféminées, en dépit de ses prétentions d'être hétérosexuel, et son manque de connaissance de la culture américaine.
- Sophie Kaczyński (Jennifer Coolidge) est une femme forte, d'origine polonaise. Elle habite dans l'appartement au-dessus de la colocation de Max et Caroline. Elle possède un service de nettoyage : Le Choix de Sophie, pour lequel Max et Caroline travaillent parfois, et est l'objet de l'affection de Oleg. Elle a été brièvement un partenaire dans l'entreprise de cupcakes de Max et Caroline; elle est par ailleurs très friande de ces gâteaux.

## Production

### Développement
Après trois épisodes seulement, la série s'est vu offrir une saison complète par CBS.
La musique utilisée pour le générique est Second Chance, du groupe Peter Bjorn and John, extrait de l'album Gimme Some.
Le 5 octobre 2011, CBS a commandé une saison complète de vingt-deux épisodes, puis le 11 janvier 2012, deux épisodes supplémentaires pour un total de vingt-quatre épisodes.
Le 14 mars 2012, CBS a renouvelé la série pour une deuxième saison.
Le 27 mars 2013, la série a été renouvelée pour une troisième saison.
Le 13 mars 2014, CBS a renouvelé la série pour une quatrième saison.
Le 12 mars 2015, la série a été renouvelée pour une cinquième saison. Initialement prévue pour la mi-saison 2015-2016, elle a été déplacée pour novembre 2015.
Le 25 mars 2016, CBS annonce la reconduction de la série pour une sixième saison.
Le 12 mai 2017, la série est annulée par CBS malgré des audiences satisfaisantes. La série n'étant pas produite par la chaîne mais par Warner Bros. Television Studios, elle ne rapportait à la chaîne que lors de sa diffusion sur son antenne, le reste des bénéfices allaient à Warner Bros. avec les droits à l'étranger, les rediffusions sur d'autres chaines, les produits dérivés et les ventes vidéo. De plus, étant produite par un studio extérieur à la chaîne, cette dernière devait payer des droits de diffusion. Depuis plusieurs mois, des négociations pour baisser le prix de ces droits étaient en cours entre la chaîne et le studio. N'ayant pas abouti, CBS décide de ne plus diffuser la série, entraînant son annulation.

### Attribution des rôles
Dennings a été la première à rejoindre la distribution pour le rôle de Max le 18 février 2011. Une semaine plus tard, le 25 février, Behrs a passé une audition pour interpréter le rôle de Caroline, et l’a obtenu. Moy, Morris et Kite ont été les trois derniers à rejoindre la distribution, le 16 mars.
En octobre 2011, Jennifer Coolidge décroche un rôle récurrent, qui est devenu principal.

### Diffusion internationale
- En version originale
 États-Unis : 19 septembre 2011 sur CBS
 Canada : 19 septembre 2011 sur Citytv
 Royaume-Uni : septembre 2011 sur E4
 Australie : septembre 2011 sur Nine Network
En version française
 France : 30 septembre 2012 sur OCS Happy/OCS Max[4]
 Suisse : 19 mai 2013 sur RTS Un[28]
 Québec : 28 août 2014 sur Vrak

## Épisodes
| Saisons | Saisons | Nombre d'épisodes | Diffusion originale sur CBS | Diffusion originale sur CBS |
| Saisons | Saisons | Nombre d'épisodes | Début de saison             | Fin de saison               |
| ------- | ------- | ----------------- | --------------------------- | --------------------------- |
|         | 1       | 24                | 19 septembre 2011           | 7 mai 2012                  |
|         | 2       | 24                | 24 septembre 2012           | 13 mai 2013                 |
|         | 3       | 24                | 23 septembre 2013           | 5 mai 2014                  |
|         | 4       | 22                | 27 octobre 2014             | 18 mai 2015                 |
|         | 5       | 22                | 12 novembre 2015            | 12 mai 2016                 |
|         | 6       | 22                | 10 octobre 2016             | 17 avril 2017               |

### Première saison (2011-2012)
Cette saison composée de vingt-quatre épisodes a été diffusée du 19 septembre 2011 au 7 mai 2012 sur CBS, aux États-Unis.
1. Et des cupcakes (Pilot)
2. Et la scène de rupture (And the Break-up Scene)
3. Et une odeur de vestiaire (And Strokes of Goodwill)
4. Et des problèmes de riches (And the Rich People Problems)
5. Et la soirée années 90 et l'équitation (And the '90s Horse Party)
6. Et un lit à ressorts (And the Disappearing Bed)
7. Et les jolies roses (And the Pretty Problem)
8. Et la syllogomanie (And Hoarder Culture)
9. Et l'institution Johnny Cash (And the Really Petty Cash)
10. Et l'esprit des fêtes de fin d'année (And the Very Christmas Thanksgiving)
11. Et la réalité en pleine face (And the Reality Check)
12. Et la vente éphémère (And the Pop-Up Sale)
13. Et l'ingrédient secret (And the Secret Ingredient)
14. Et le voisin du dessus (And the Upstairs Neighbor)
15. Et le ballon dans l'angle de mort (And the Blind Spot)
16. Et les cœurs brisés (And the Broken Hearts)
17. Et les cupcakes casher (And the Kosher Cupcakes)
18. Et les coups d'un soir (And the One-Night Stands)
19. Et les grandes vacances (And the Spring Break)
20. Et les effets secondaires (And the Drug Money)
21. Et la débâcle du sac à main bordélique (And the Messy Purse Smackdown)
22. Et la crème au beurre (And the Big Buttercream Breakthrough)
23. Et Martha Stewart vont au bal - 1re partie (And Martha Stewart Have a Ball - Part One)
24. Et Martha Stewart vont au bal - 2e partie (And Martha Stewart Have a Ball - Part Two)

### Deuxième saison (2012-2013)
Cette saison composée de vingt-quatre épisodes a été diffusée du 24 septembre 2012 au 13 mai 2013 sur CBS, aux États-Unis.
1. Et le magot planqué (And the Hidden Stash)
2. Et le collier de perles (And the Pearl Necklace)
3. Et le hold-up (And the Hold-Up)
4. Et la guerre des cupcakes (And the Cupcake War)
5. Et l'accord préalable de carte de crédit (And the Pre-Approved Credit Card)
6. Et les douceurs empoisonnées (And the Candy Manwich)
7. Et trois étalons dans l'écurie (And the Three Boys With Wood)
8. Et le don en soi (And the Egg Special)
9. Et le nouveau patron (And the New Boss)
10. Et la grande ouverture (And the Big Opening)
11. Et l'associé passif (And the Silent Partner)
12. Et la magie des fêtes (And the High Holidays)
13. Et le week-end à la montagne (And the Bear Truth)
14. Et pas assez de sommeil (And Too Little Sleep)
15. Et la malédiction de la voyante (And the Psychic Shakedown)
16. Et réussir sa propre magie (And Just Plane Magic)
17. Et la hanche cassée (And the Broken Hip)
18. Et la tasse avec la mouette (And Not-So-Sweet Charity)
19. Et la distraction temporaire (And the Temporary Distraction)
20. Et la boule de bowling... (And the Big Hole)
21. Et le pire autoportrait de l'histoire... (And the Worst Selfie Ever)
22. Et la figuration (And the Extra Work)
23. Et le mensonge de taille (And the Tip Slip)
24. Et la fenêtre d'opportunité (And the Window of Opportunity)

### Troisième saison (2013-2014)
Cette saison composée de vingt-quatre épisodes a été diffusée du 23 septembre 2013 au 5 mai 2014 sur CBS, aux États-Unis.
À la suite de l'annulation de la série We Are Men, CBS déplace 2 Broke Girls à 20 h 30 à partir du 4e épisode, puis à 20 h à partir de la mi-avril 2014.
1. Et l'ouverture privée (And the Soft Opening)
2. Et le nouveau pantalon (And the Kickstarter)
3. Et le chat errant (And the Kitty Kitty Spank Spank)
4. Et la machine a cappuccino (And the Group Head)
5. Et les cronuts (And the Cronuts)
6. Et les extensions capillaires (And the Piece of Sheet)
7. Et la petite amie de Han (And the Girlfriend Experience)
8. Et le poseur de lapin (And the 'It' Hole)
9. Et la pâtisserie porno (And the Pastry Porn)
10. Et le premier jour d'école (And the First Day of School)
11. Et la nounou de Caroline (And the Life After Death)
12. Et le croquembouche (And the French Kiss)
13. Et le cul rebondi (And the Big But)
14. Et la benne aménagée (And the Dumpster Sex)
15. Et la cerise sur le gâteau (And the Icing On The Cake)
16. Et le million de dollars (And the ATM)
17. Et l'anneau vaginal (And the Married Man Sleepover)
18. Et le piège de cristal (And the Near Death Experience)
19. Et la Saint Patrick (And the Kilt Trip)
20. Et les parents de Deke (And the Not Broke Parents)
21. Et le gâteau de mariage (And the Wedding Cake Cake Cake)
22. Et le renouvellement de bail (And the New Lease on Life)
23. Et les courses hippiques (And the Free Money)
24. Et le diplôme de fin d'études secondaires (And the First Degree)

### Quatrième saison (2014-2015)
Cette saison composée de vingt-deux épisodes a été diffusée du 27 octobre 2014 au 18 mai 2015 sur CBS, aux États-Unis.
1. Et le problème de la réalité (And the Reality Problem)
2. Et la suite de Casse-Noisette (And the DJ Face)
3. Et l'ours rebelle (And the Childhood Not Included)
4. Et le vélo livreur (And the Old Bike Yarn)
5. Et le séminaire (And the Brand Job)
6. Et les mannequins d'un Week-End (And the Model Apartment)
7. Et le prêt de Noël (And a Loan for Christmas)
8. Et l'usine de T-Shirts (And the Fun Factory)
9. Et le passé dans le rétroviseur (And the Past and the Furious)
10. Et le déménagement à réactions (And the Move-In Meltdown)
11. Et la règle des 2 semaines (And the Crime Ring)
12. Et la victoire par K-O (And the Knock Off Knock Out)
13. Et les grands malpropres (And the Great Unwashed)
14. Et la prise d'otage (And the Cupcake Captives)
15. Et la grossesse non désirée (And the Fat Cat)
16. Et le nouveau job (And the Zero Tolerance)
17. Et l'amourette interdite (And the High Hook-Up)
18. Et la faute de goût (And the Taste Test)
19. Et l'Audition de Nash (And the Look of the Irish)
20. Et le Problème Mineur (And the Minor Problem)
21. Et l'Enterrement de Vie de Garçon (And the Grate Expectations)
22. Et le Mariage (And the Disappointing Unit)

### Cinquième saison (2015-2016)
Elle a été diffusée du 12 novembre 2015 au 12 mai 2016 sur CBS.
1. Et la démolition (And the Wrecking Ball)
2. Et le bar à jus (And the Gym and Juice)
3. Et le bébé peut-être (And the Maybe Baby)
4. Et la colère des gays (And the Inside-Outside Situation)
5. Et le jeu de l'évasion (And the Escape Room)
6. Et le déjeuner en grande pompes (And the Not Regular Down There)
7. Et le pas tout à fait normal en dessous (And the Coming Out Party)
8. Et les fans de basketball (And the Basketball Jones)
9. Et le sax aphone (And the Sax Problem)
10. Et les nouveaux non amis (And the No New Friends)
11. Et le rassemblement de geeks (And the Booth Babes)
12. Et les histoires personnelles (And the Story Telling Show)
13. Et la valise perdue... (And the Lost Baggage)
14. Et les scénaristes (And You Bet Your Ass)
15. Et le panneau Hollywood (And the Great Escape)
16. Et le disco-bus de la honte... (And the Pity Party Bus)
17. Et le gâteau de révélation du genre (And the Show and Don't Tell)
18. Et la porte dérobée (And the Loophole)
19. Et l'attaque de l'appartement tueur... (And the Attack of the Killer Apartment)
20. Et le cabinet d'avocats (And the Partnership Hits the Fan)
21. Et les trente centimètres (And the Ten Inches)
22. Et le grand pari (And the Big Gamble)

### Sixième saison (2016-2017)
Elle a été diffusée du 10 octobre 2016 au 17 avril 2017 sur CBS.
1. Et les deux ouvertures - 1re partie (And the Two Openings: Part One)
2. Et les deux ouvertures - 2e partie (And the Two Openings: Part Two)
3. Et le film des années 80 (And the 80's Movie)
4. Et le baptême (And the Godmama Drama)
5. Et le retour à l'université (And the College Experience)
6. Et le romantisme de l'aéroport (And the Rom-Commie)
7. Et la poupée Sophie (And the Sophie Doll)
8. Et le timbre canard (And the Duck Stamp)
9. Et la rupture (And the About FaceTime)
10. Et l'ouragan (And the Himmicane)
11. Et les avions, les doigts et les automobiles (And the Planes, Fingers and Automobiles)
12. Et les bateaux à roue à aube (And the Riverboat Runs Though It)
13. Et la balade des morts-vivants (And the Stalking Dead)
14. Et la rénovation (And the Emergency Contractor)
15. Et le sens de tortue (And the Turtle Sense)
16. Et le troisième rencard (And the Tease Time)
17. Et la chute de Jessica (And the Jessica Shmessica)
18. Et la journée des papas (And the Dad Day Afternoon)
19. Et le bébé dans le placard (And the Baby and Other Things)
20. Et le hobby de Bobby (And the Alley-Oops)
21. Et la drague en conférence de presse (And the Rock Me on the Dais)
22. Et le film (And 2 Broke Girls: The Movie)

## Accueil

### Audiences

#### Aux États-Unis
Le lundi 19 septembre 2011, le pilote de la série réalise un excellent démarrage en réunissant 19,37 millions de téléspectateurs, et un taux de 7,1 % sur les 18/49 ans, la cible prisée des annonceurs américains porté par le retour de Mon oncle Charlie qui a réuni 28,74 millions de téléspectateurs. Ensuite les épisodes se stabilisent au-dessus des 11 millions de téléspectateurs pour réunir en moyenne 11,10 millions de téléspectateurs lors de sa première saison.
La deuxième saison de la série est lancée le lundi 24 septembre 2012. Ce retour réalise un lancement satisfaisant avec 10,14 millions de téléspectateurs, et un taux de 3,7 % sur les 18/49 ans. Ensuite les audiences se stabilisent autour des 10 millions de téléspectateurs. En moyenne la saison 2 réunit 9,8 millions de téléspectateurs.
Le 23 septembre 2013, la troisième saison rassemble 8,88 millions de téléspectateurs avec un taux de 2,8 % sur les 18/49 ans. Durant cette saison la sérié a oscillé entre 7 et 10 millions de fidèles. Le dernier épisode de la saison rassemble 6,49 millions de téléspectateurs et la saison quant à elle rassemble une moyenne de 8 millions de téléspectateurs, en baisse de 1,9 million téléspectateurs.
La quatrième saison de la série débute le 27 octobre 2014 et réunit 8,43 millions de téléspectateurs, soit un démarrage en retrait, avec un taux de 2,2 % sur les 18/49 ans. L'épisode final de la saison 4 a quant à lui rassemblé 7,56 millions de téléspectateurs. La saison a réuni en moyenne 7,8 millions de téléspectateurs, soit une chute de 200 000 fidèles sur un an.
Le 12 novembre 2015, la cinquième saison revient en effectuant son plus faible démarrage avec 6,34 millions de téléspectateurs avec un taux de 1,6 % sur la cible commerciale. Durant la saison, la série passe pour la première fois sous la barre des 6 millions de téléspectateurs et réalise sa pire audience lors du seizième épisode avec 5,69 millions d’Américains. En moyenne, cette cinquième saison a réuni 6,4 millions de téléspectateurs, soit une perte de 1,4 million de fidèles par rapport à la saison précédente.
La sixième saison a été lancée le 10 octobre 2016, devant 6,36 millions de téléspectateurs avec un taux de 1,7%.
| Saisons | Saisons | Nombre d'épisodes | Jour et heure de diffusion | Diffusion originale sur CBS | Diffusion originale sur CBS | Diffusion originale sur CBS | Audience moyenne (en millions) | Audience moyenne (en millions) | Audience moyenne (en millions) |
| Saisons | Saisons | Nombre d'épisodes | Jour et heure de diffusion | Début de saison             | Fin de saison               | Année                       | Première                       | Finale                         | Moyenne                        |
| ------- | ------- | ----------------- | --- | --------------------------- | --------------------------- | --------------------------- | ------------------------------ | ------------------------------ | ------------------------------ |
| 1       | 24      | 24                | lundi 20 h 30 | 19 septembre 2011           | 7 mai 2012                  | 2011-2012                   | 19.37                          | 8.99                           | 11.10                          |
| 2       | 24      | 24                | lundi 21 h | 24 septembre 2012           | 13 mai 2013                 | 2012-2013                   | 10.14                          | 8.94                           | 9.80                           |
| 3       | 24      | 24                | lundi 21 h (23 septembre 2013 – 7 octobre 2013) lundi 20 h 30 (14 octobre 2013 – 31 mars 2014) lundi 20 h (7 avril 2014 – 5 mai 2014) | 23 septembre 2013           | 5 mai 2014                  | 2013-2014                   | 8.88                           | 6.49                           | 8.00                           |
| 4       | 22      | 22                | lundi 20 h | 27 octobre 2014             | 18 mai 2015                 | 2014-2015                   | 8.43                           | 7.56                           | 7.80                           |
| 5       | 22      | 22                | jeudi 21 h 30 | 12 novembre 2015            | 12 mai 2016                 | 2015-2016                   | 6.34                           | 6.99                           | 6.40                           |
| 6       | 22      | 22                | lundi 20 h (10 octobre 2016 – 23 janvier 2017) lundi 21 h 30 (6 février 2017 – 17 avril 2017)                                         | 10 octobre 2016             | 17 avril 2017               | 2016-2017                   | 6.36                           | 4.57                           | 5.60                           |

## Distinctions

### Récompenses
- The Comedy Awards (en) 2011 : 
  - Meilleure comédie
  - Meilleur couple télévisé pour Kat Dennings et Beth Behrs

- Emmy Awards 2012 : Direction artistique d'une série multi-caméras pour Glenda Rovello et Amy Feldman
- People's Choice Awards 2012 : Nouvelle série comique préférée

### Nominations
- Art Directors Guild Awards 2012 : Meilleure émission de variétés ou non scénarisée tournée en multi-caméras pour Glenda Rovello, Conny Boettger et Amy Feldman
- Casting Society of America Awards 2012 : Meilleur pilote d'une série comique
- Emmy Awards 2012 : 
  - Meilleure photographie d'une série multi-caméra pour Gary Baum
  - Meilleure retouche d'images d'une série comique multi-caméra pour Darryl Bates
- Teen Choice Awards 2012 : 
  - Révélation féminine pour Beth Behrs
  - Meilleure comédie

- Art Directors Guild Awards 2013 : Meilleure émission de variétés ou non scénarisée tournée en multi-caméras pour Glenda Rovello
- NewNowNext Awards (en) 2013 : Caméo le plus cool pour 2 Chainz
- Emmy Awards 2013 : 
  - Meilleure direction artistique d'une série multi-caméras pour Glenda Rovello et Amy Feldman
  - Meilleure photographie d'une série multi-caméra pour Gary Baum
- Young Artist Awards 2013 : Meilleure interprétation dans une série télévisée - catégorie 11-13 ans pour Jake Elliott

- Emmy Awards 2014 : Meilleure photographie d'une série multi-caméra pour Christian La Fountaine
- People's Choice Awards 2014 : 
  - Série comique préférée
  - Meilleur couple télévisé pour Kat Dennings et Beth Behrs

- People's Choice Awards 2015 : Série comique préférée

## Produits dérivés

### Sorties en DVD
| Intitulé du coffret                                   | Nombre d'épisodes | Dates de sortie                           | Dates de sortie | Nombre de disques   | Société de distribution |
| Intitulé du coffret                                   | Nombre d'épisodes | États-Unis (Zone 1)                       | France (Zone 2) | Nombre de disques   | Société de distribution |
| ----------------------------------------------------- | ----------------- | ----------------------------------------- | --------------- | ------------------- | ----------------------- |
| The Complete First Season L'Intégrale de la saison 1  | 24                | 4 septembre 2012 (aussi édité en Blu-ray) | 4 avril 2014    | 3 (DVD) 2 (Blu-ray) | Warner Home Video       |
| The Complete Second Season L'Intégrale de la saison 2 | 24                | 24 septembre 2013                         | inédit          | 3                   | Warner Home Video       |
| The Complete Third Season L'Intégrale de la saison 3  | 24                | 14 octobre 2014                           | inédit          | 3                   | Warner Home Video       |
| The Complete Fourth Season L'Intégrale de la saison 4 | 22                | 11 août 2015                              | inédit          | 3                   | Warner Home Video       |
| The Complete Fifth Season L'Intégrale de la saison 5  | 22                | 20 septembre 2016                         | inédit          | 3                   | Warner Home Video       |
| The Complete Sixth Season L'Intégrale de la saison 6  | 22                | 3 octobre 2017                            | inédit          | 2                   | Warner Home Video       |